# Korskläppen
Korskläppen är en ö i Finland. Den ligger i Skärgårdshavet eller Norra Östersjön och i kommunen Pargas i den ekonomiska regionen  Åboland i landskapet Egentliga Finland, i den sydvästra delen av landet. Ön ligger omkring 79 kilometer söder om Åbo och omkring 180 kilometer väster om Helsingfors.
Öns area är 1,2 hektar och dess största längd är 170 meter i sydväst-nordöstlig riktning.